# Things (film)
Things è un film del 1989 diretto da Andrew Jordan.

## Trama
Un marito impotente, spinto dal desiderio di avere figli, costringe la moglie a sottoporsi ad un esperimento pericoloso. Il risultato: la nascita di una moltitudine di cose mostruose.

## Produzione
Con un budget compreso tra i 35000 $ e 40000 $, il film è stato girato sia in super 8 che in 16 millimetri.

## Distribuzione
Things è stato rilasciato direttamente in VHS nel settembre 1989.
È uscito in DVD nell'agosto 2008 dalla Intervision ed è stato proiettato al Rue Morgue Festival of Fear di Toronto, Canada.